# Schönau am Königssee
Schönau am Königssee (amtlich Schönau a.Königssee, bis 1978 Schönau) ist eine Gemeinde im oberbayerischen Landkreis Berchtesgadener Land. Der Sitz der Gemeindeverwaltung ist im Gemeindeteil Unterschönau. Zum Gemeindegebiet gehört der fjordartig eingebettete, bis zu 190 m tiefe Königssee mit der Kirche St. Bartholomä.

## Geografie

### Geografische Lage
Die Gemeinde gehört zum Regierungsbezirk Oberbayern und ist Teil der hochalpinen Region Berchtesgadener Land im Süden des Landkreises Berchtesgadener Land. Gemeinsam mit den benachbarten Gemeinden Berchtesgaden, Bischofswiesen, Marktschellenberg und Ramsau bei Berchtesgaden liegt der Ort innerhalb der geomorphologischen Einheit Berchtesgadener Talkessel und ist nahezu völlig von den Berchtesgadener Alpen umgeben, deren Gebirgsstöcke sich wiederum im Osten, Süden und Südwesten ins österreichische Bundesland Salzburg erstrecken.
Der Ort ist die südöstlichste Gemeinde Deutschlands, die im Westen vom Tal der Ramsau und im Norden vom Markt Berchtesgaden begrenzt wird. Im Osten und Süden bilden die Gebirgsstöcke vom Hohen Göll, Hagengebirge und Steinernen Meer die gemeinsame Grenze zum benachbarten Salzburger Land.
Vom nördlichen Ufer des Königssees fließt die mit einem Stauwehr geregelte Königsseer Ache Richtung Berchtesgaden ab. In Berchtesgaden vereinigt sich diese vor dem Berchtesgadener Hauptbahnhof mit der Ramsauer Ache und heißt ab dort Berchtesgadener Ache.

### Gemeindegliederung
Im Rahmen der Gebietsreform in Bayern hatten die Gemeinderäte der Gemeinden Schönau und Königssee den Beschluss gefasst, die beiden Gemeinden „freiwillig“ zusammenzulegen. Vor der Zusammenlegung im Jahr 1978 sind Ende März 1977 in beiden Gemeinden Anhörverfahren durchgeführt worden, bei denen sich 53 Prozent für „Schönau am Königssee“ als neuen Gemeindenamen ausgesprochen haben (amtl. Schönau a.Königssee), der seit der Zusammenlegung auch seine Anwendung findet.
Die Gemeinde besteht aus insgesamt sieben Gemeindeteilen, aus sechs Gnotschaften sowie der Einöde St. Bartholomä.
Die nur im Sommer bewirtschafteten Almhütten wie Saletalm am Südufer des Königssees und Fischunkelalm am Obersee zählen nicht als Gemeindeteile, ebenso wenig die Wildfütterung (ehemaliger Jagdstand) Im Reitl gegenüber von St. Bartholomä sowie die Bootsanlegestelle Kessel am Ostufer des Königssees.
| Gemarkungen            | Gemeindeteile       | Art        | Anmerkungen                                                                                                   |
| ---------------------- | ------------------- | ---------- | --- |
| Forst Sankt Bartholomä | St. Bartholomä (25) | Einöde     | ehemaliges gemeindefreies Gebiet; eingegliedert am 1. Januar 1984; unbewohnt, Almhütten nur im Sommer bewohnt |
| Forst Königssee        |                     |            | ehemaliges gemeindefreies Gebiet; eingegliedert am 1. Januar 1984; unbewohnt, Almhütten nur im Sommer bewohnt |
| Königssee              | Königssee (675)     | Gnotschaft | Zusammenlegung zur Gemeinde Schönau am Königssee in 1978                                                      |
| Königssee              | Faselsberg (790)    | Gnotschaft | Zusammenlegung zur Gemeinde Schönau am Königssee in 1978                                                      |
| Königssee              | Schwöb (590)        | Gnotschaft | Zusammenlegung zur Gemeinde Schönau am Königssee in 1978                                                      |
| Schönau                | Hinterschönau (82)  | Gnotschaft | Zusammenlegung zur Gemeinde Schönau am Königssee in 1978                                                      |
| Schönau                | Oberschönau (1421)  | Gnotschaft | Zusammenlegung zur Gemeinde Schönau am Königssee in 1978                                                      |
| Schönau                | Unterschönau (1630) | Gnotschaft | Zusammenlegung zur Gemeinde Schönau am Königssee in 1978                                                      |

### Nachbargemeinden
Die Nachbargemeinden auf deutscher Seite gehören wie die Ortschaft zum Landkreis Berchtesgadener Land. Im Nordosten auf rund 400 Metern das gemeindefreie Gebiet Eck und Berchtesgaden, im Nordwesten Bischofswiesen und im Westen Ramsau bei Berchtesgaden. Von Südwesten bis Osten stößt die Gemeinde an die deutsch-österreichische Staatsgrenze mit den dahinterliegenden österreichischen Gemeinden Saalfelden (Südwesten) und Maria Alm (Süden) im Bezirk Zell am See, Werfen (Südosten) im Gerichtsbezirk Sankt Johann im Pongau sowie Golling und Kuchl im Bezirk Hallein (Osten).

## Geschichte

### Urgnotschaft des Klosterstifts Berchtesgaden

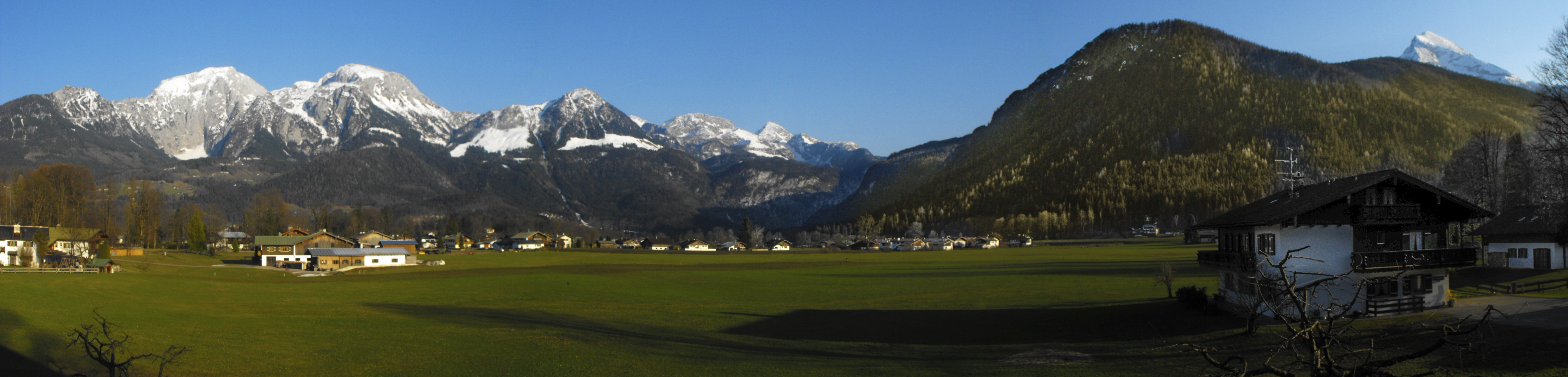
Panorama über das Schönau-Plateau mit den Bergen der Berchtesgadener Alpen

Im Zuge des 1377 ausgestellten Landbriefs von Propst Ulrich Wulp wurde Schönau mit den bis 1817 namenlosen acht „Gnotschaftsbezirken“ Faselsberg, Königssee, Hinterschönau, Oberschönau I, Oberschönau II, Schwöb, Unterschönau I und Unterschönau II vermutlich schon ab Ende des 14. Jahrhunderts zu einer der acht „Urgnotschaften“ des Berchtesgadener Landes. Die Gebietsfläche des Berchtesgadener Landes entsprach ab 1155 dem Kernland des Klosterstifts Berchtesgaden, das 1380 zur Reichsprälatur Berchtesgaden und 1559 zur reichsunmittelbaren Fürstpropstei Berchtesgaden erhoben worden war. Erste schriftliche Erwähnung als Gnotschaft, deren Zuständigkeitsbereich die einstigen bäuerlichen Anwesen ungefähr auf dem Gebiet der heutigen Gemeinde Schönau am Königssee umfasste, findet Schönau im ersten Steuerbuch des Berchtesgadener Landes von 1456.

→ Siehe zu diesem Absatz auch den Abschnitt: Geschichte in Fürstpropstei Berchtesgaden

### Säkularisation, Anschluss an Bayern
Nach der Säkularisation von 1803 verlor das Berchtesgadener Land seine politische Eigenständigkeit als Fürstpropstei, darauf folgten kurz hintereinander drei Herrschaftswechsel. Ab 1803 war das neugegründete Kurfürstentum Salzburg Herr über das „Land Berchtesgaden“, nach dem Frieden von Pressburg 1805 das Kaiserreich Österreich und 1809 für kurze Zeit Napoleons Frankreich. 1810 wurde das Berchtesgadener Land schließlich dem Königreich Bayern angegliedert und Schönau in die Gemeinden Schönau und Königssee geteilt. Mit der Neuordnung Europas wurden die beiden Gemeinden wie alle anderen Gnotschaften des Berchtesgadener Landes unter der direkten Zuständigkeit des Landgerichts Berchtesgaden ab 1810 erst dem Salzachkreis und ab 1817 dem Isarkreis des Königreich Bayerns angegliedert, der seit 1838 Oberbayern heißt. Im Jahr 1868 erfolgte eine Unterteilung des Regierungsbezirks Oberbayern und die Eingliederung des Ortes in das Bezirksamt Berchtesgaden. Die bisherigen Gnotschaftsbezirke der „Urgnotschaft“ werden seither bis zum heutigen Tag als „Gnotschaften“ bezeichnet.

→ Siehe zu diesem Absatz auch den Abschnitt: Nach der Säkularisation in Fürstpropstei Berchtesgaden
Von 1909 bis 1965 war das heutige Gemeindegebiet durch die Königsseebahn an das Eisenbahnnetz angeschlossen. Alle vier Stationen der Strecke lagen auf dem Gemeindegebiet. Ausgangspunkt war der Königsseer Bahnhof auf dem einstigen Triftplatz gegenüber dem Hauptbahnhof Berchtesgaden.

### Zeit des Nationalsozialismus
Das für die Gemeinden Schönau und Königssee zuständige Bezirksamt Berchtesgaden wurde 1939 in Landkreis Berchtesgaden mit gleichem Zuständigkeitsbereich umbenannt.
Hermann Göring ließ im Januar 1945 den Rest seiner Kunstsammlung in Sonderzügen nach Berchtesgaden bringen und dort in Eisenbahn-Tunneln unterstellen. Die Kunstschätze wurden ausgeladen und in Luftschutzbunker gebracht, ein Teil der Gemälde und Tapisserien hingegen von Einheimischen in diesen letzten Kriegstagen aus den Zügen geplündert – und bis zum heutigen Tag nicht zurückgegeben. Bei Hellmut Schöner ist von Plünderung nirgends die Rede, sondern er stellt lediglich fest, dass 1945 wertvolle Kunstgegenstände und Gemälde – das heißt, die nach der Plünderung noch verbliebenen Gegenstände – aus einem in Unterschönau am Bahnhof Unterstein abgestellten Eisenbahnzug von Hermann Göring (dem „Göringzug“) in jenes von Truppen der US Army belegte Haus Hubertus gebracht worden seien, das Ludwig Ganghofer als Vorlage für seinen Roman Schloss Hubertus diente. Diese sowie die andernorts in Tunneln oder/und Bunkern untergebrachten Kunstgegenstände sind dann von der 101st Airborne Division der USA sichergestellt worden.

### Nachkriegszeit
Im Zuge der Gebietsreform in Bayern wurde am 1. Juli 1972 der Landkreis Berchtesgaden, dem die Gemeinden Schönau und Königssee angehörten, zugunsten des neuen und erweiterten Landkreises Bad Reichenhall aufgelöst. Der neue Landkreis erhielt am 1. Mai 1973 seinen endgültigen Namen Landkreis Berchtesgadener Land.
Nachdem bereits der Gemeinderat von Schönau (westlich der Königsseer Ache) am 18. Dezember 1975 und der Gemeinderat von Königssee (östlich der Königsseer Ache einschließlich der separaten Gemarkung Forst St. Bartholomä) am 22. Dezember 1975 einem freiwilligen Zusammenschluss zugestimmt hatten, wurde Ende März 1977 in beiden Gemeinden ein Anhörverfahren durchgeführt, bei dem sich 53 Prozent für den neuen Gemeindenamen „Schönau am Königssee“ aussprachen. Am 1. Mai 1978 erfolgte dann schließlich die Zusammenlegung der beiden Gemeinden zur Gemeinde Schönau am Königssee.
Am 1. Januar 1984 wurden die großen gemeindefreien Gebiete Forst Königssee (4574,69 von 4.883,88 Hektar) und Forst St. Bartholomä (6.497,73 Hektar) im Süden eingemeindet, bestehend aus dem See mit Umgebung bis zur österreichischen Grenze (ein kleinerer Teil des Forstes Königssee mit 309,19 Hektar wurde nach Berchtesgaden, Gemarkung Salzberg eingemeindet).

### Geografisch-soziokulturelle Zuordnungen
Schönau am Königssee liegt innerhalb der von der Gebirgsgruppe der Berchtesgadener Alpen umschlossenen Region Berchtesgadener Land. Ab 1155 nahezu deckungsgleich mit dem Kernland des Klosterstifts Berchtesgaden, das über die Jahrhunderte zu immer größerer Eigenständigkeit gelangte und von 1559 bis 1803 zur reichsunmittelbaren Fürstpropstei Berchtesgaden erhoben worden war, grenzt sich diese Region noch heute kulturgeschichtlich und soziokulturell unter anderem vom benachbarten Chiemgau und innerhalb des gleichnamigen Landkreises Berchtesgadener Land vom vormals herzoglich bayerischen Bad Reichenhall und vom einst zum Erzstift Salzburg gehörenden Rupertiwinkel ab. Somit gingen und gehen für Schönau am Königssee zuständige Gemeindeverbände und Gebietskörperschaften wie der vormalige Landkreis Berchtesgaden und der jetzige Landkreis Berchtesgadener Land der Fläche wie auch den zugehörigen Gemeinden nach weit über die soziokulturelle Begriffseinheit „Berchtesgadener Land“ hinaus.
Bezogen auf die Region Berchtesgadener Land zählt in der Gemeinde u. a. die Weihnachtsschützen-Gesellschaft Oberherzogberg und der Königsseer Weihnachtsschützenverein zu den Gründungsmitgliedern der 1925 gegründeten Vereinigten Weihnachtsschützen des Berchtesgadener Landes.

### Einwohnerentwicklung
Zwischen 1988 und 2018 wuchs die Gemeinde von 5336 auf 5521 um 185 Einwohner bzw. um 3,5 %.

## Religion
Laut dem letzten Zensus von 2011 waren in Schönau am Königssee von seinerzeit insgesamt 5.349 Einwohnern 3.807 römisch-katholisch (ein Rückgang von 6,9 % zu 1987) und 611 evangelisch (ein Rückgang von 27,2 % zu 1987), die Religionszugehörigkeit der restlichen 1005 Einwohner wurde nicht aufgeschlüsselt. Bislang wird in den Statistiken der Volkszählungen neben „römisch-katholisch“ und „evangelisch-lutherisch“ lediglich noch die Zahl der „Ausländer“ angegeben – hier mit 324 (ein Zuwachs um 2,2 % zu 1987) von den nicht konkret aufgeschlüsselten 1005 Einwohnern. (→ siehe zu den diesbezüglich gemachten Angaben im Zensus 2011 u. a. auch die sie einschränkenden bzw. kritisierenden Abschnitte: Haushaltebefragung, Fragen zur Religion und Wissenschaftliche Kontrolle.)
Seit 2013 ist der Pfarrer der Pfarrgemeinde Ramsau zugleich Pfarradministrator der römisch-katholischen Pfarrei Unterstein bzw. Schönau am Königssee, die ihren Sitz in Unterschönau hatte. Mit dieser Pfarradministration hat auch der Strukturplan 2020 der Erzdiözese München und Freising hinsichtlich eines Pfarrverbandes der Pfarrgemeinden Ramsau und Unterstein bereits eine praktische Umsetzung gefunden, die 2016 durch die Begründung des Pfarrverbandes Ramsau Unterstein den nächsten Schritt erfahren hat.
Die Gemeinde gehört neben Ramsau bei Berchtesgaden zum 2. Sprengel der Evangelisch-Lutherischen Kirchengemeinde Berchtesgaden. Versammlungsort der evangelischen Christen in Schönau am Königssee ist die Hubertuskapelle.

## Politik

### Gemeinderat
| Gemeinderatswahl | CSU    | FW     | Grüne  | SPD    | FDP    |
| ---------------- | ------ | ------ | ------ | ------ | ------ |
| 2020             | 40,7 % | 33,0 % | 15,4 % | 08,5 % | 02,4 % |
| 2014             | 46,1 % | 38,1 % | 06,4 % | 09,3 % | –      |

Der Gemeinderat Schönau am Königssee besteht aus 20 Gemeinderäten und dem Bürgermeister. Nach der Kommunalwahl am 15. März 2020
- 8 für CSU
- 7 für Freie Wählergemeinschaft Schönau am Königssee (FWG)
- 3 für Bündnis 90/Die Grünen
- 2 für SPD

Die FDP verfehlte bei 2,4 % der Stimmen ein Mandat. Die Wahlbeteiligung betrug 61,79 %.

### Bürgermeister
Erster Bürgermeister der Gemeinde Schönau am Königssee ist Hannes Rasp (CSU). Er wurde im März 2014 mit 58 % der Stimmen zum Nachfolger von Stefan Kurz (CSU) gewählt. Am 15. März 2020 wurde er mit 81,97 % der Stimmen für weitere sechs Jahre im Amt bestätigt.

### Wahlkreise
Die Gemeinde gehört zum Bundestagswahlkreis Traunstein und zum Stimmkreis Berchtesgadener Land für Landtags- und Bezirkstagswahlen.

### Wappen
| | Blasonierung: „In Blau über gesenktem silbernen Wellenbalken auf einer goldenen Leiste die silberne Kapelle St. Bartholomä mit roten Kuppen, darüber rechts eine mit einem goldenen Schnitzwerkzeug besetzte schräge goldene heraldische Lilie, links eine mit einem goldenen Ahornblatt besetzte schräglinke heraldische Lilie.“ |
| Wappenbegründung: Der Wellenbalken (Königssee) und die Kapelle St. Bartholomä verweisen auf die geographische Lage der Gemeinde. Die sogenannten „Sulzbacher Lilien“ in den Ecken sind dem Wappen der Fürstpropstei Berchtesgaden entnommen, dem das Gemeindegebiet bis 1803 angehörte. Die Grafen von Sulzbach waren das Gründergeschlecht bzw. die Stifter der Propstei Berchtesgaden. Die rechte Lilie mit einem Schnitzwerkzeug verweist auf die Holzbearbeitung innerhalb der Gemeinde, die linke Lilie mit Ahornblatt auf das Naturschutzgebiet (Nationalpark) Königssee. Wappenführung für die zu Schönau am Königssee zusammengeschlossenen Gemeinden seit 1983 auf der Rechtsgrundlage eines Beschlusses des Gemeinderats am 16. August 1983 mit Zustimmung der Regierung von Oberbayern. | |

Dieser Beschluss gilt auch für die neue Fahne mit zwei Streifen in der Farbfolge gelb und blau, die mit aufgelegtem Wappen geführt werden soll.

## Kultur und Sehenswürdigkeiten

### Naturschönheiten

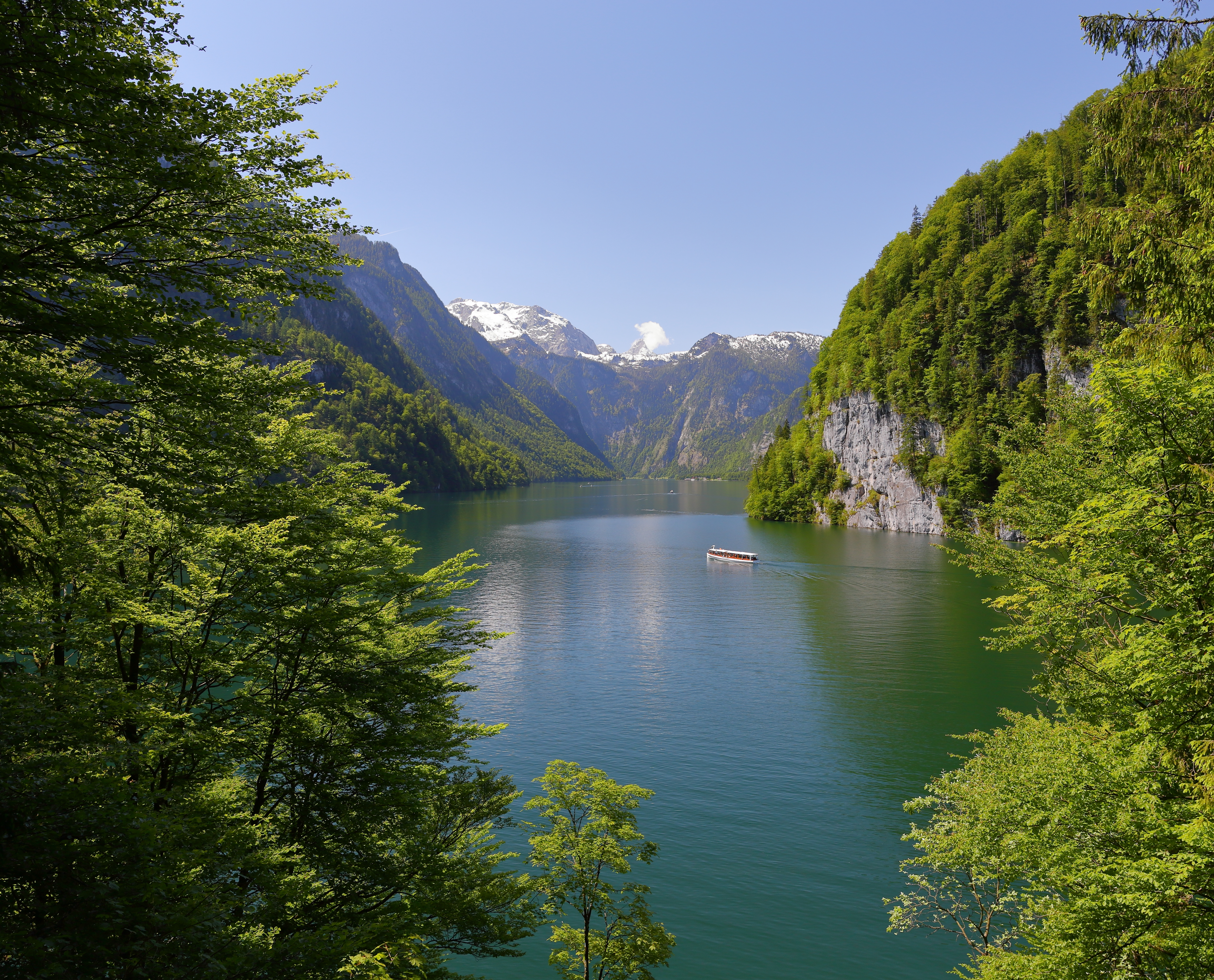
Blick vom Malerwinkel Richtung St. Bartholomä
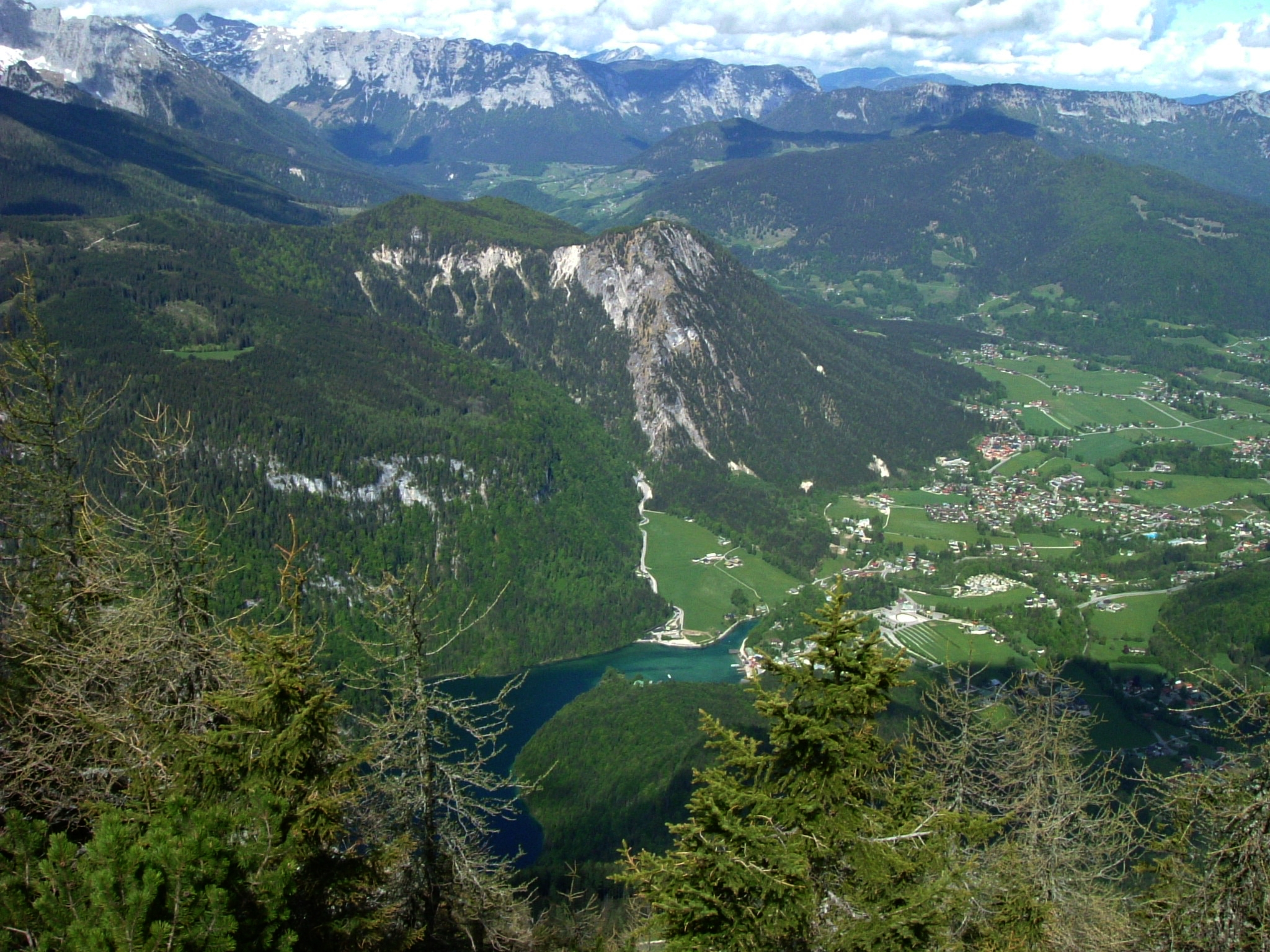
Blick vom Jenner auf die Schönau, den Königssee und den Grünstein
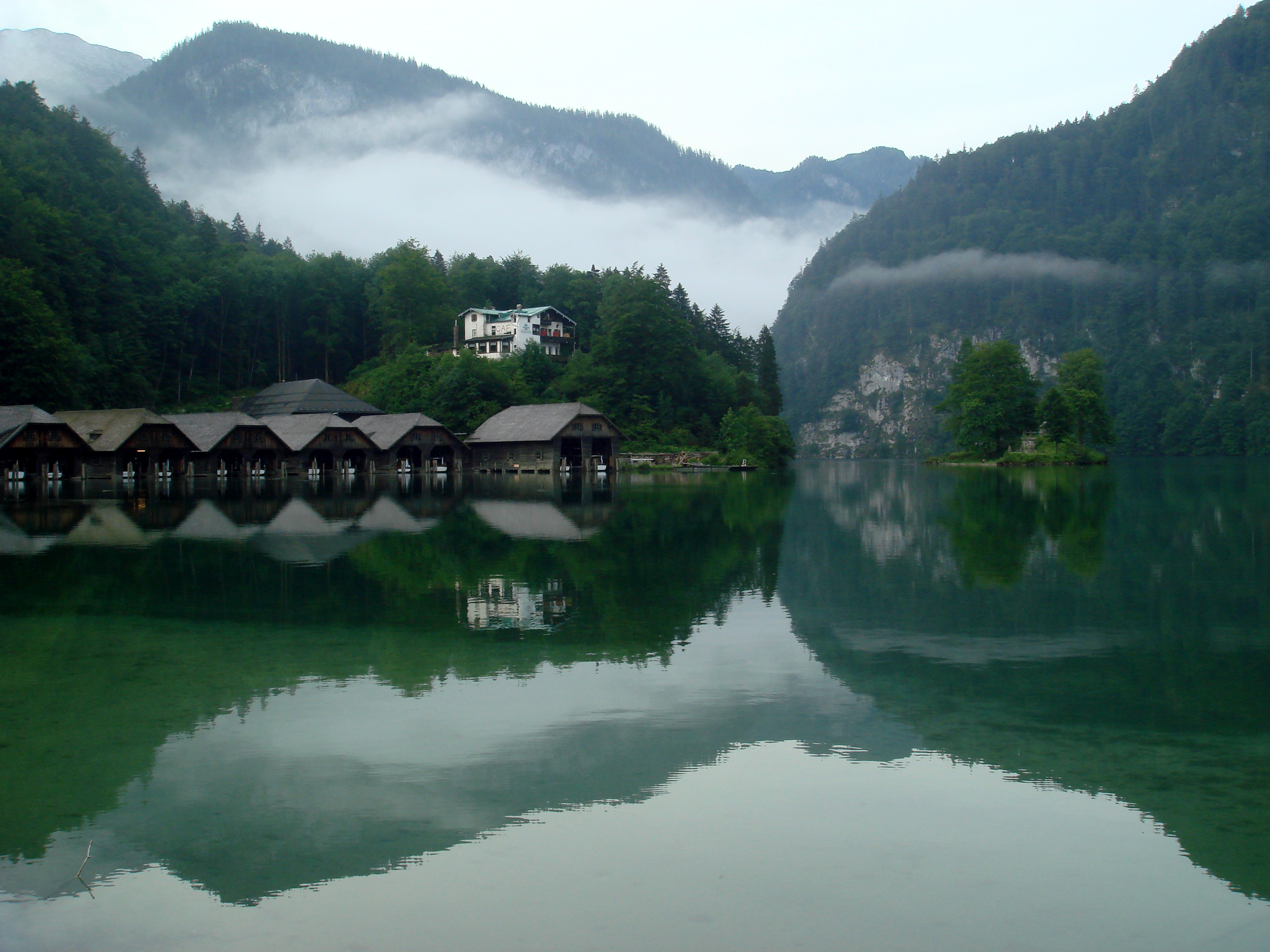
Der Bootshafen von Schönau am Königssee am späten Abend
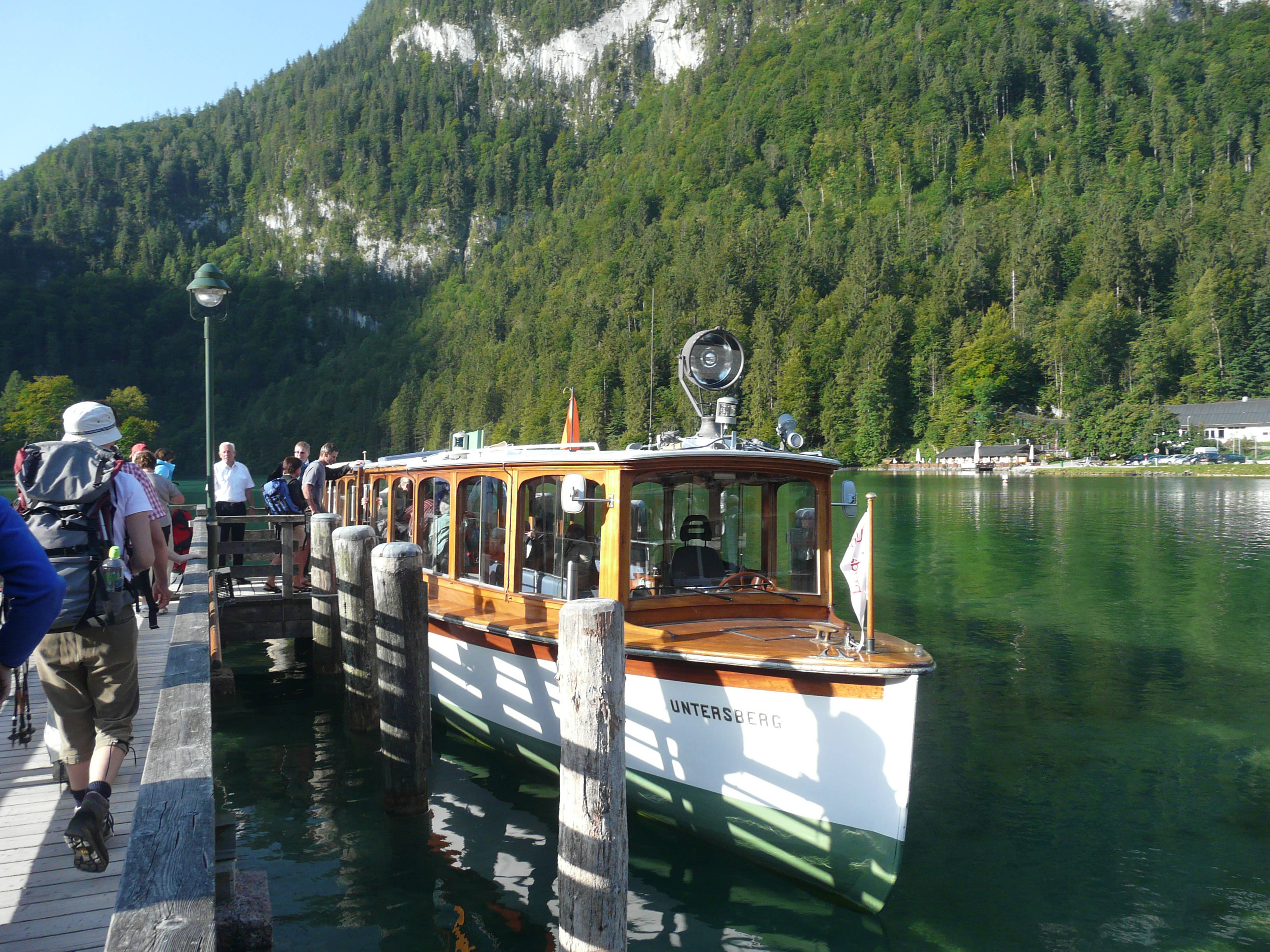
Am Anlegepier des Bootshafens von Schönau
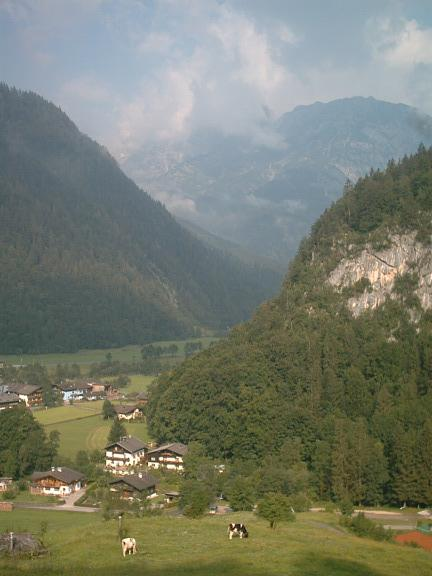
Der Ortsanfang von Schönau, vom Wanderweg Grünstein aus gesehen
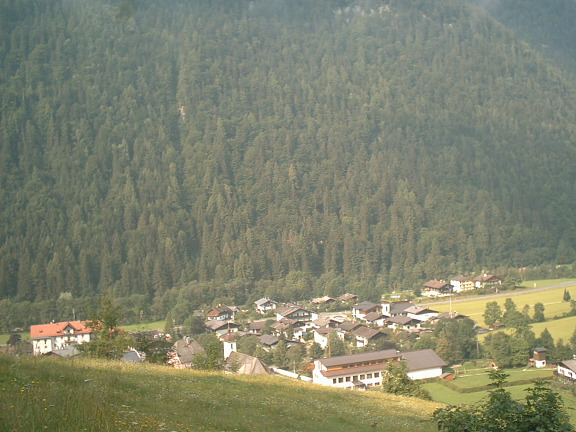
Schönau, vom Wanderweg Grünstein aus gesehen

Der Königssee ist ein langgestreckter Gebirgssee und liegt am östlichen Fuß des Watzmanns und wird im Wesentlichen durch den vom südöstlich gelegenen Obersee kommenden Saletbach gespeist. Da der Königssee zwischen steilen Berghängen eingebettet ist, wird er als fjordartig beschrieben; er gilt der Wasserqualität nach außerdem als einer der saubersten Seen Deutschlands. Der Großteil des Sees liegt im Nationalpark Berchtesgaden.

### Bildende Kunst
Die Ansicht des Königssees vom Malerwinkel aus war und ist sehr beliebt und hat das klassische Bild vom See in besonderer Weise geprägt. Diese Perspektive bildete spätestens seit dem Anfang des 19. Jahrhunderts Bildenden Künstlern einen Anreiz für die Wahl ihrer Bildmotive, die wiederum neben anderen Bildmotiven in der Region auch eine erste „Werbung“ für den sich dort seit Ende des 19. Jahrhunderts entwickelnden Tourismus leisteten. Mit dem Aufkommen der Fotografie haben Einheimische wie Touristen diese Perspektive auch für ungezählte eigene Aufnahmen genutzt.

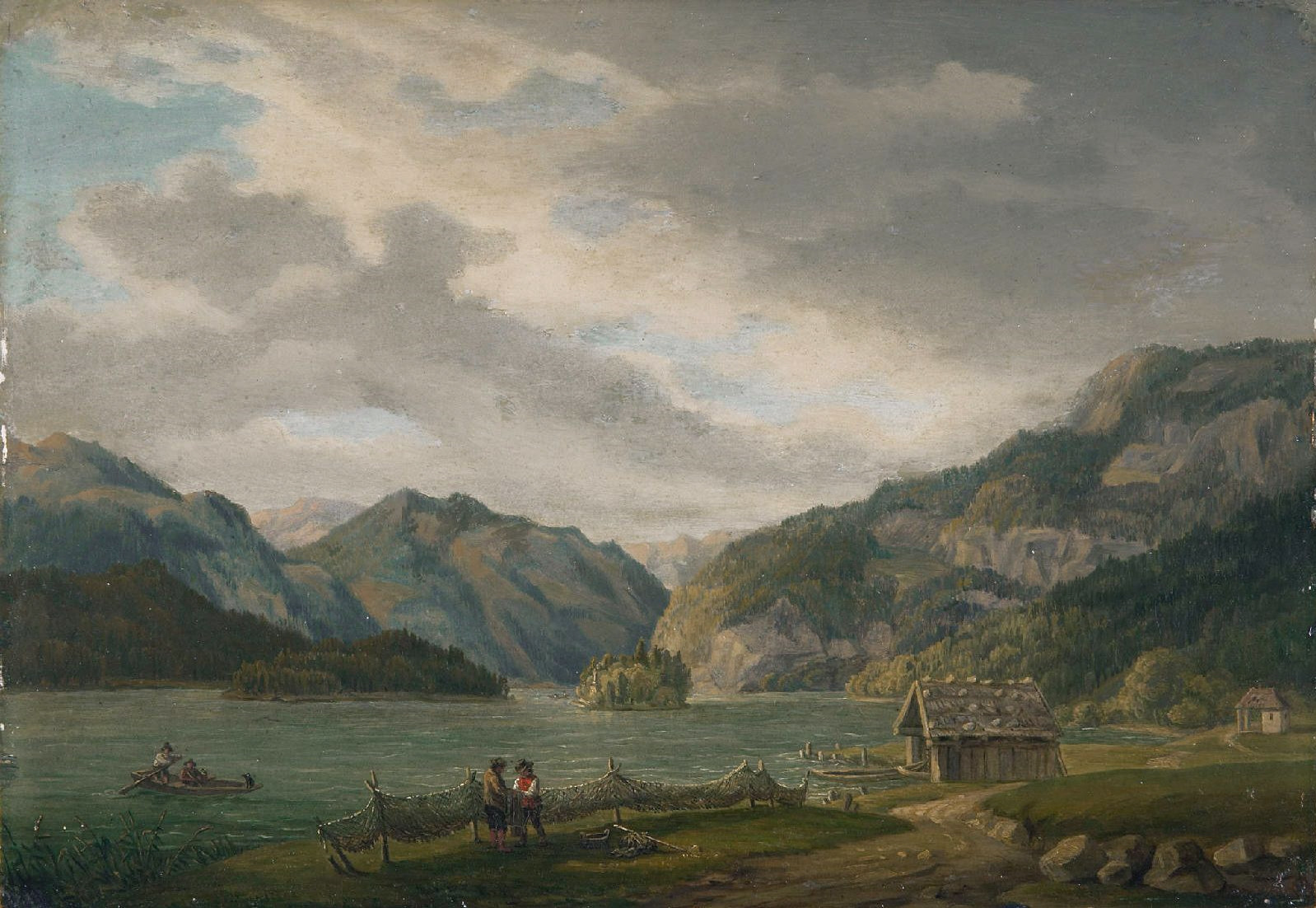
Gemälde von Johann Baptist Isenring, 1823
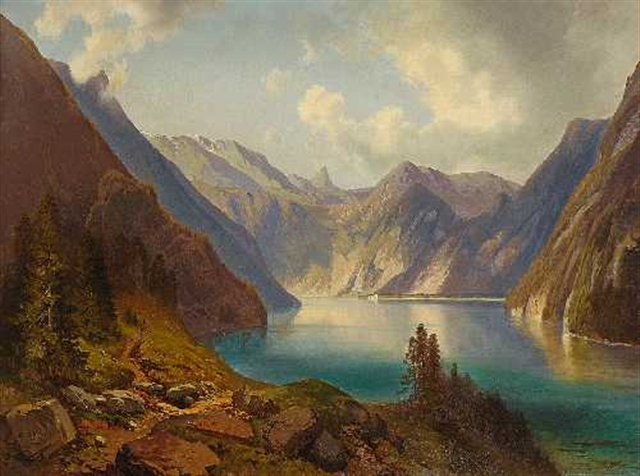
Gemälde von Max Wolfinger, 1850
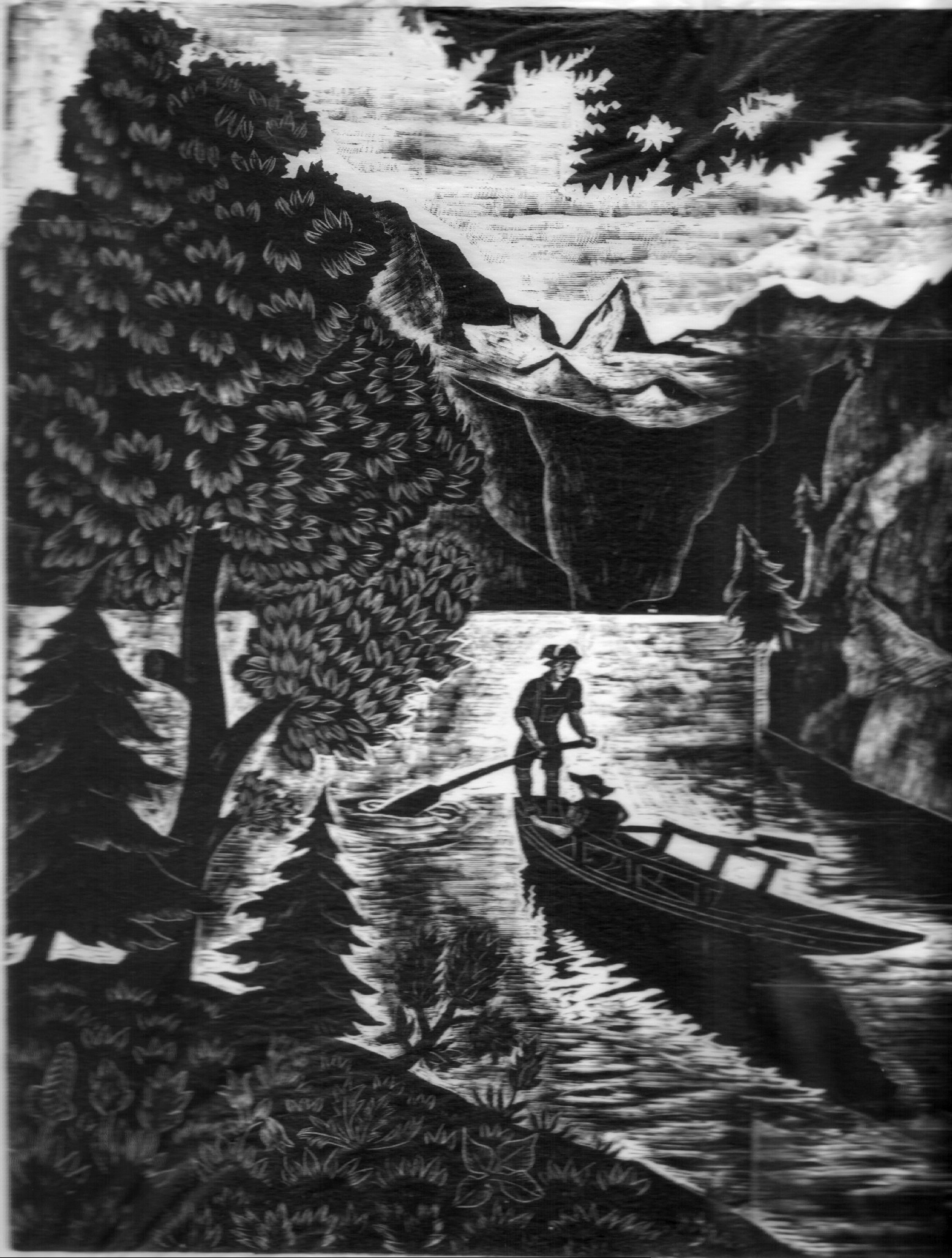
Holzschnitt von Fritz Richter, undatiert (spätestens 1955)

Nach Ramsau bei Berchtesgaden (2012, 2014) und Berchtesgaden (2013) fand vom 18. bis 21. Juni 2015 das „IV. Offene ExTempore für Bildkunst im Berchtesgadener Land“ in Schönau am Königssee statt. Bei einer Beteiligung von mehr als 90 Erwachsenen aus fünf Nationen sowie zahlreichen Kindern und Jugendlichen der Region wurden die vor Ort entstandenen Extempore-Arbeiten anschließend in der Gemeinde- und Kurverwaltung Schönau am Königssee ausgestellt und dort auch prämiert.

### Bauwerke

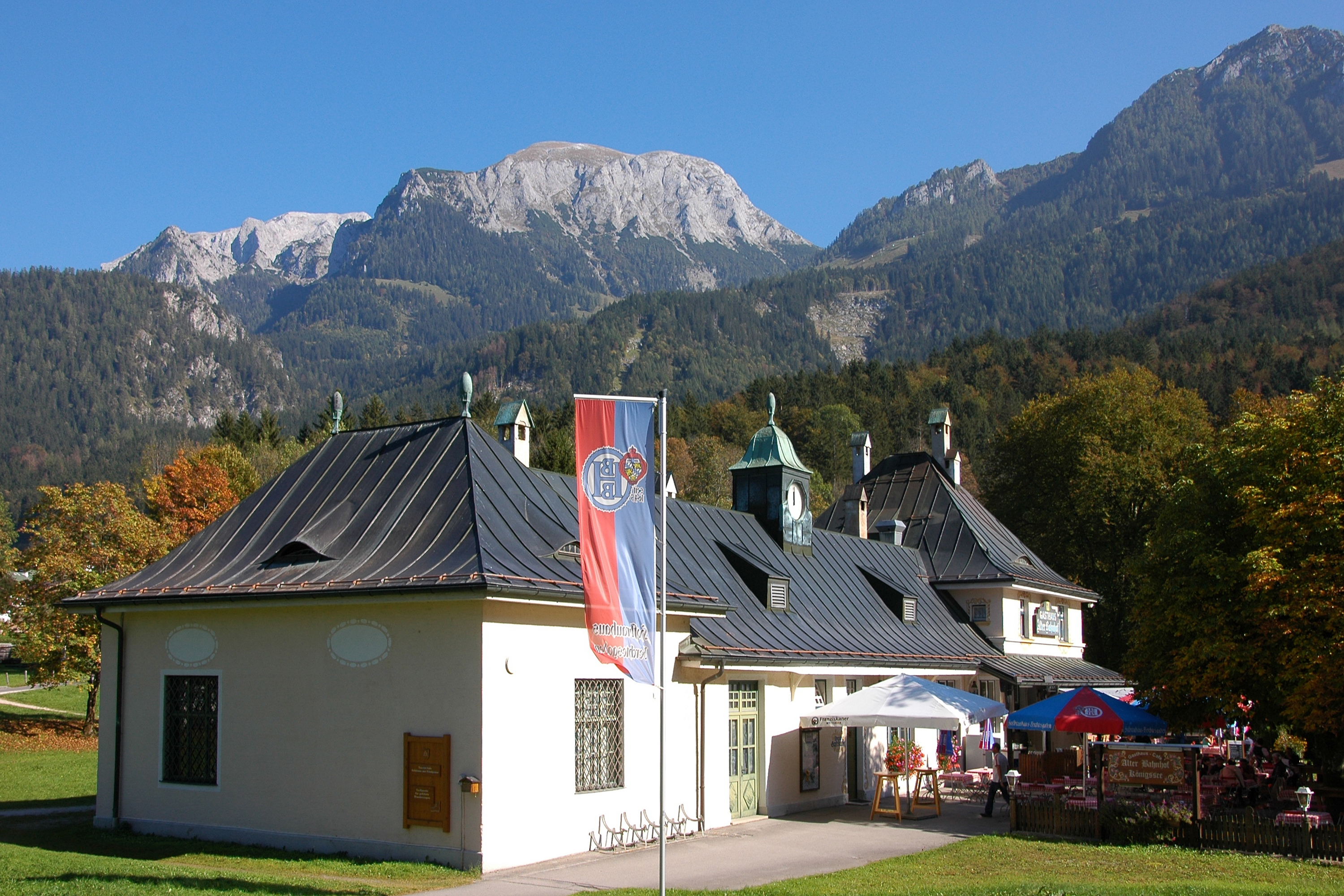
Ehemaliger Bahnhof Königssee

#### Profangebäude
Das Empfangsgebäude des ehemaligen Bahnhofs Königssee der einstigen Bahnlinie Berchtesgaden-Königssee wurde 1908/09 im Heimatstil erbaut. Es wird jetzt als Gaststätte sowie seit 2015 zusätzlich für eine Romy-Schneider-Ausstellung genutzt.

#### Sakralgebäude
Evangelisch-lutherisch

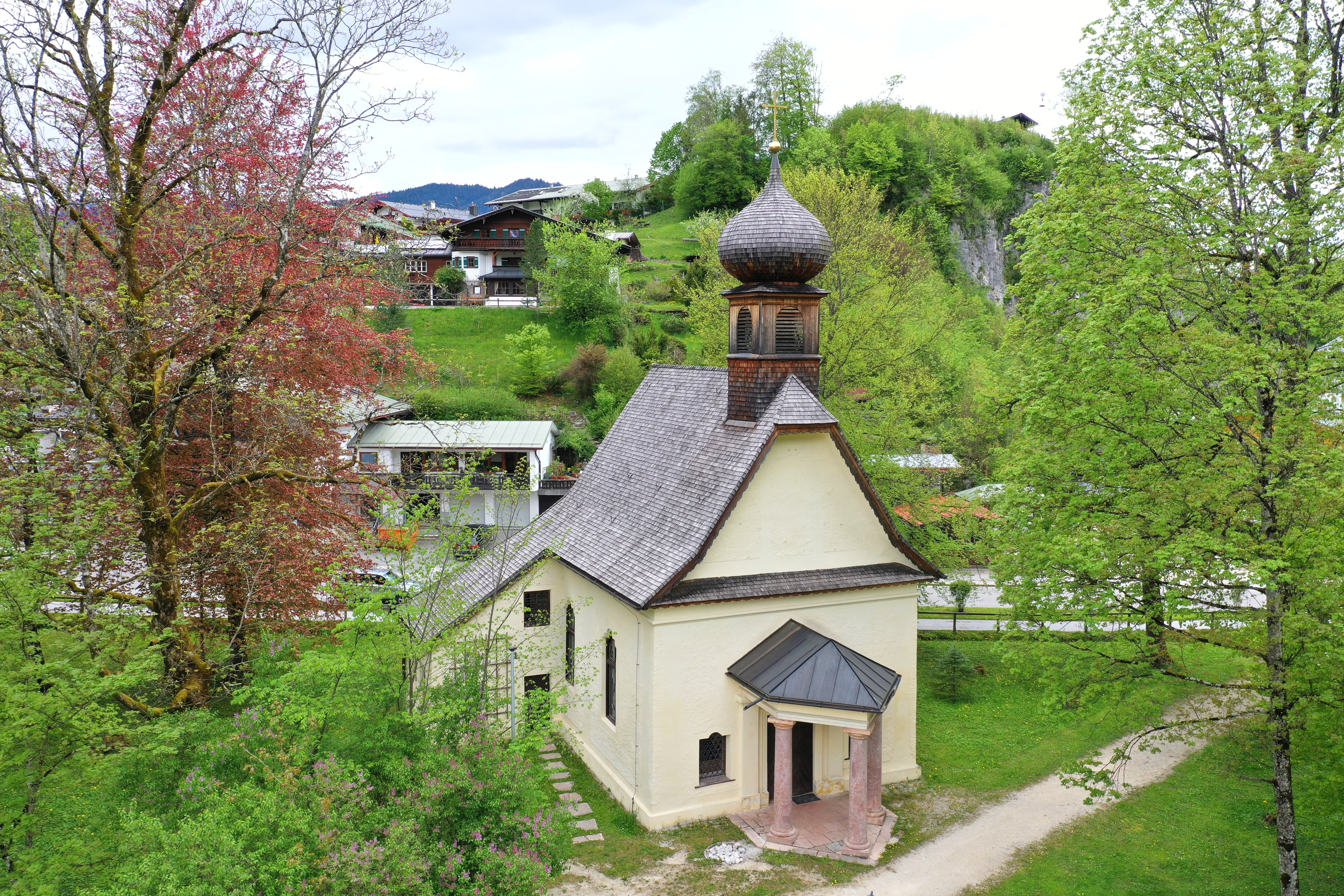
Hubertuskapelle (im Hintergrund rechts der Hanauer Stein)

Die Hubertuskapelle wurde 1761 und 1797 als römisch-katholisches Gotteshaus geweiht, 1860 jedoch an einen Privatmann verkauft, der sie zweckentfremdet nutzte. Seit 1957 dient sie als Gotteshaus der Evangelisch-Lutherischen Gemeinde Berchtesgaden, die das Gebäude 2010 schließlich auch erworben hat und danach vollständig restaurieren ließ.
Römisch-katholisch
Die Wallfahrtskapelle St. Bartholomä am Westufer des Königssees auf der Halbinsel Hirschau ist als ein Wahrzeichen der Region das Ziel tausender Touristen. Sie stammt in einigen Teilen noch aus dem 12. Jahrhundert und ist seit dem 17. Jahrhundert im Stil des Barock gestaltet.
Die Waldkapelle St. Johann und Paul am Weg zur Eiskapelle liegt etwa 1 km westlich der Wallfahrtskirche St. Bartholomä und wurde laut den Jahreszahlen über dem Türsturz und der Altarmensa zwischen 1617 und 1620 durch Spenden von Wallfahrern erbaut. So heißt es in der Inschrift am Sockel des Altaraufsatzes: „Zu Lob und Ehr Gott des Alllmechtigen, seiner gebenedeyten Muetter der Jungfrauwen Maria, und der Hl. Martyrer Pauli und Johannis, ist dies Capelln und Altar von der Andächtigen Wallfahrter Reichlich Ersambliten Alllmuesen Erbauet worden im Jahr Nach Christy G: 1620.“
Mariä Sieben Schmerzen ist die Pfarrkirche der römisch-katholischen Pfarrei Unterstein/Schönau am Königssee. Ihre Grundsteinlegung erfolgte am 21. August 1932 in Anwesenheit des Weihbischofs Johannes Schauer, die Kirchweihe vermutlich am 26. März 1933 durch Kardinal Michael von Faulhaber.

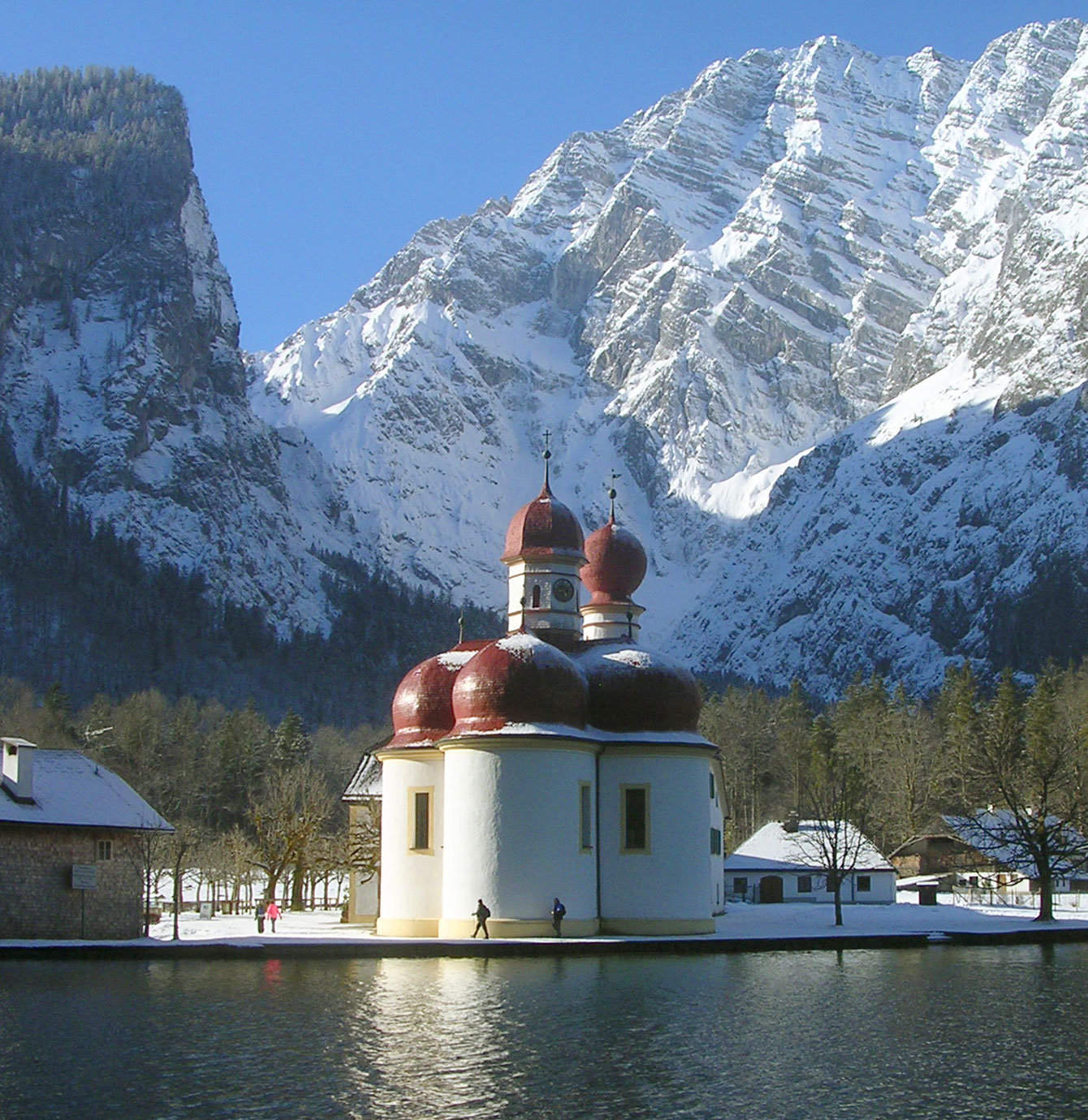
St. Bartholomä am Königssee
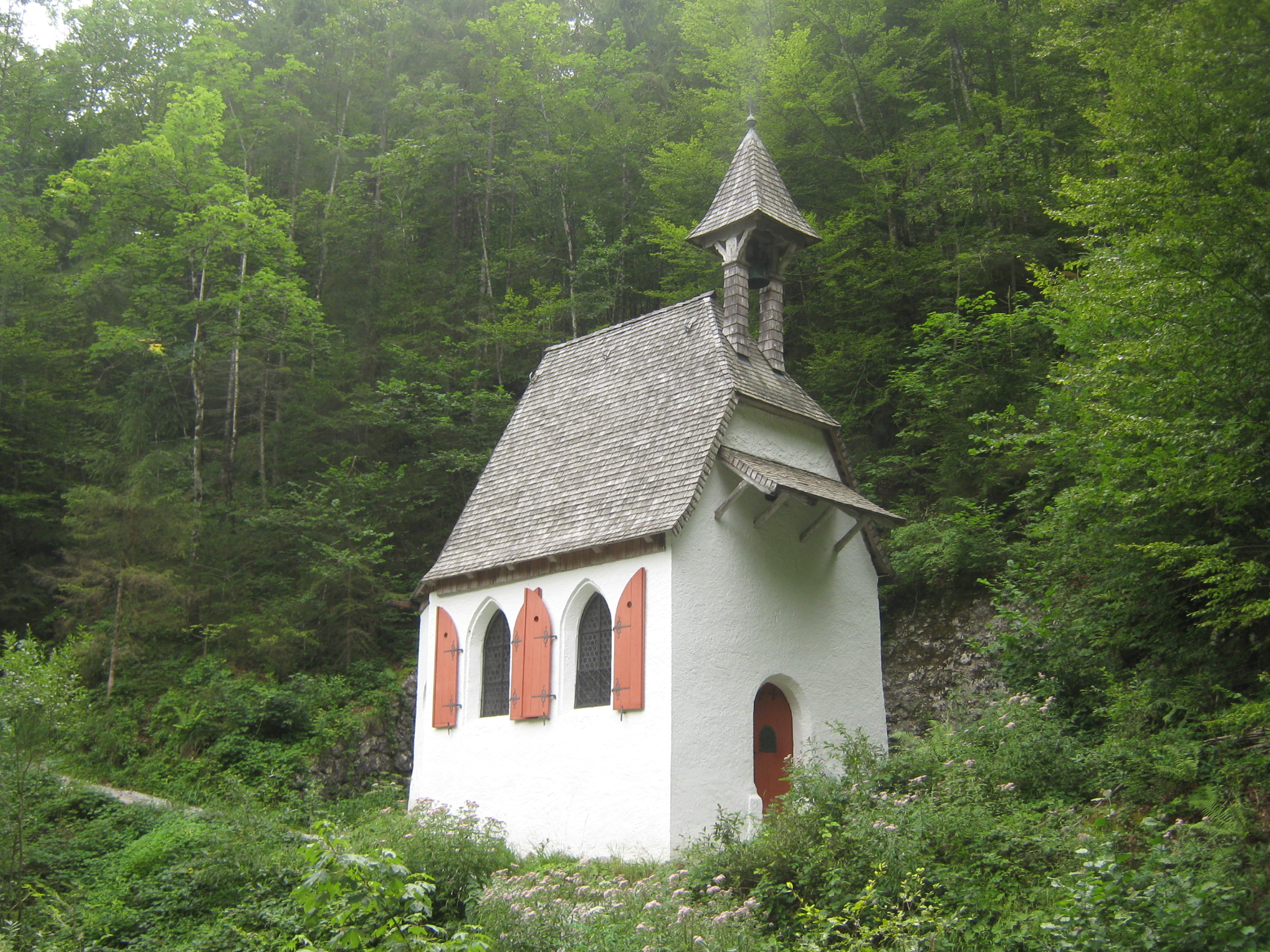
Kirche St. Johann und Paul
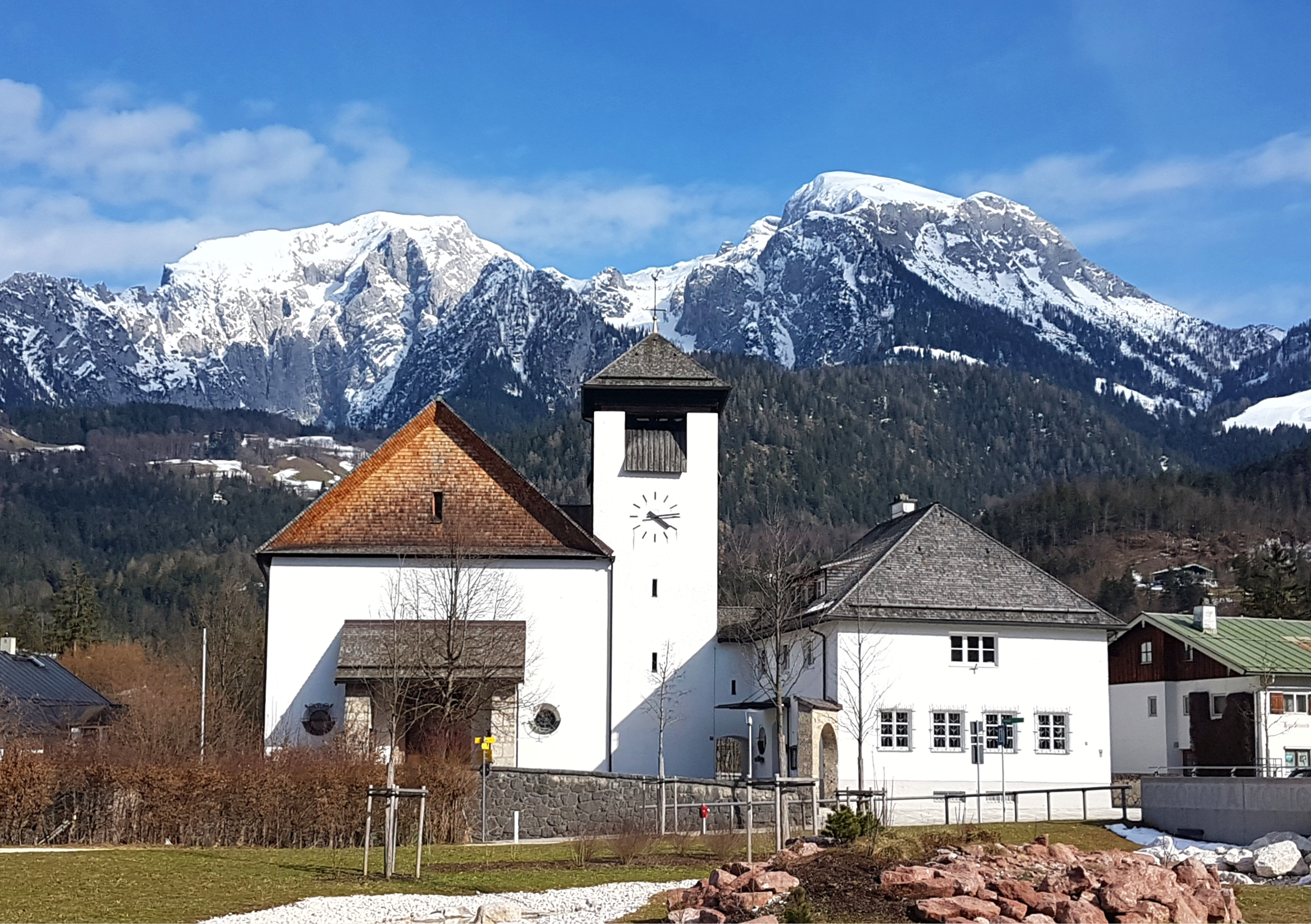
Pfarrkirche Mariä Sieben Schmerzen bzw. Pfarrkirche Unterstein

Aus der abgebrochenen Graf-Arco-Kirche wurden Bauteile für den Neubau und aus finanziellen, aber auch aus Pietätsgründen die gesamte (alte) Inneneinrichtung übernommen.
Die Bergopfer-Gedenkkapelle St. Bernhard wurde am 11. September 1999 auf Kühroint eingeweiht.
Weitere Kapellen der römisch-katholischen Pfarrei Unterstein / Schönau am Königssee sind:
- Brandner Kapelle (Jennerbahnstraße in Königssee)
- Widlbrand-Kapelle (Richard-Voß-Straße in Königssee, erbaut 1928 von Georg Lenz, renoviert 1992 von Josef Lenz)
- Graben-Kapelle (Kapellenweg in Schönau, Feldkapelle, mit Dachreiter, 18. Jahrhundert, mit Ausstattung; zum Grabenlehen gehörig, aufgenommen als Baudenkmal in die Bayerische Denkmalliste)
- Unterartenreitlehen-Kapelle (auch: Zulehen-Kapelle, Artenreitweg in Schönau, erbaut 1972)
- Grutschen-Kapelle (Holzlobstraße in Königssee, Grutschen-Kapelle, mit Walmdach, 18. Jahrhundert.; mit Ausstattung, aufgenommen als Baudenkmal in die Bayerische Denkmalliste)
- Spinnerlehen-Kapelle (Spinnerwinklweg 8, Hofkapelle eines landwirtschaftlichen Anwesens, Walmdach, wohl 18. Jahrhundert; mit Ausstattung; alte Klaubstein-Feldmauern, aufgenommen als Baudenkmal in die Bayerische Denkmalliste)
- Vorderbrand-Kapelle (Die Kapelle „am Vorderbrand“ zählt zu den bekanntesten Kapellen der Pfarrei. Ausgestattet mit Marienfigur, gespendet am 10. Mai 1884 von „Gebirgsfreunden und Verehrern der Madonna“)

### Sport und Sportvereine

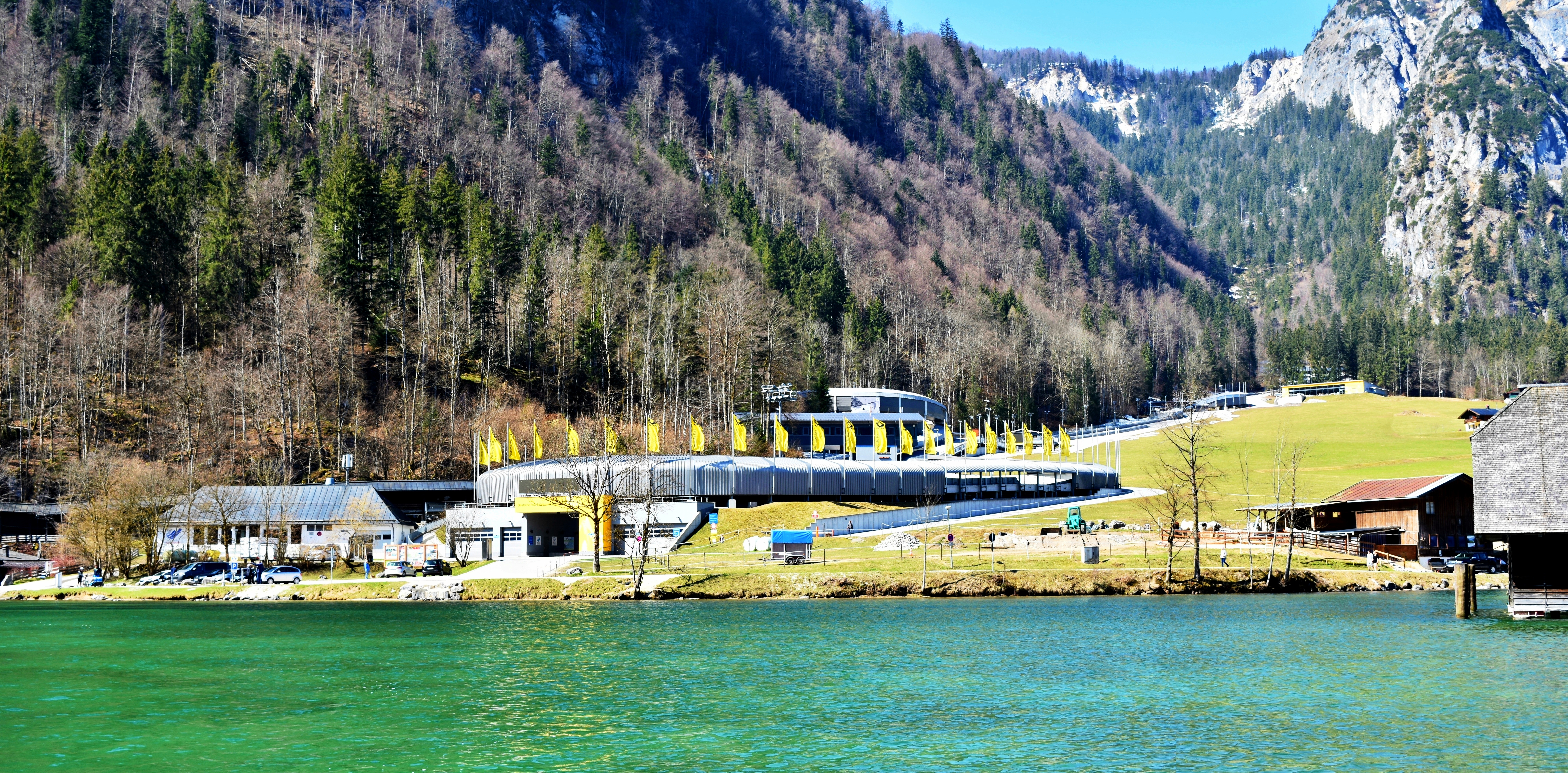
Kunsteisbahn Königssee vor der Beschädigung im Juli 2021 (2019)

- Im Gemeindeteil Unterschönau wurde im Januar 1960 die Kunsteisbahn Königssee, die weltweit erste Kunsteisbahn für Rennrodeln, Bob und Skeleton eröffnet.
- Der WSV Königssee, gegründet im Dezember 1951, ist ein Wintersportverein mit Abteilungen für Rennrodeln, Skeleton, Bobsport, Eisstockschießen, Snowboard und Ski Alpin. Aktuell (Stand November 2007) hat der Verein mehr als 950 Mitglieder, darunter mehr als 320 Kinder und Jugendliche. Der WSV ist einer der erfolgreichsten Wintersportvereine der Welt. Aus seinen Reihen gingen Olympiasieger, Weltmeister, Europameister, Weltcupsieger und deutsche Meister hervor. Der Verein hat bereits mehrere Großveranstaltungen (10 Welt-, 8 Europa- und bald 50 andere Veranstaltungen wie deutsche Meisterschaften und Weltcuprennen) organisiert.
- Die SG Schönau (Sportgemeinschaft Schönau), gegründet 1955, ist ein Sportverein mit den Abteilungen Fußball, Eisstockschießen, Turnen, Volleyball, Tischtennis und Leichtathletik.[41] Die „Postsport-Gemeinschaft Berchtesgaden“ wurde 1960 mit den Abteilungen Fußball, Ski Alpin, Eisstockschießen und Kegeln gegründet und schloss sich 1961 als selbständiger Zweigverein der SG Schönau an. 1968 erfolgte die Umbenennung in „Postsportverein-Berchtesgaden“, der sich noch um die Abteilungen Leichtathletik, Freizeitsport, Tennis, Langlauf, Triathlon und Bergsport erweiterte.[42]

## Wirtschaft und Infrastruktur

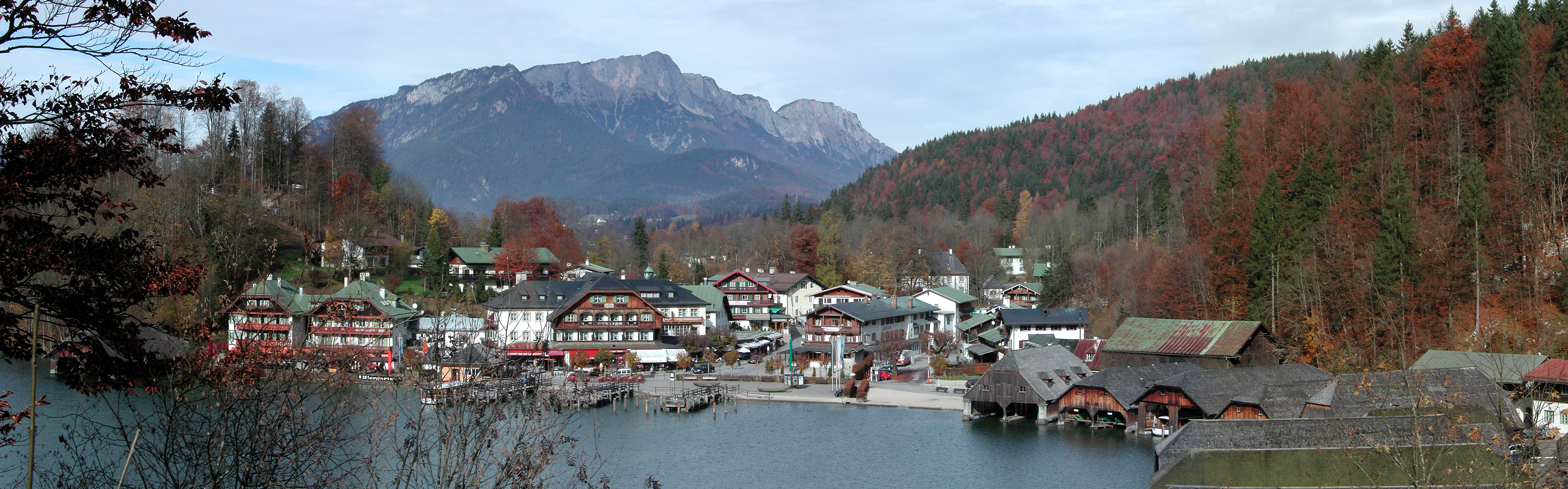
Blick über den Gemeindeteil Königssee mit der Seelände und den Bootshäusern (rechts); im Hintergrund der Untersberg

### Tourismus
Schönau ist eine Fremdenverkehrsgemeinde mit ca. 8000 Gästebetten in 20 Hotels, 16 Gästehäusern, 118 Pensionen und 578 Privatquartieren. Die Gemeinde ist mit Sitz und Stimme im Zweckverband Bergerlebnis Berchtesgaden vertreten.

### Verkehr
Im Dorf Königssee beginnt die B 20, die durch die Gemeinde Schönau am Königssee zum Hauptbahnhof des benachbarten Mittelzentrums Berchtesgaden führt und im weiteren Verlauf über Bad Reichenhall u a. zur Anschlussstelle der Autobahn A 8 in Piding. Darüber hinaus stellen Kreis- und Gemeindestraßen weitere Verbindungen innerhalb der Gemeinde sowie zu den Nachbargemeinden Berchtesgaden und Bischofswiesen her.
Nächstgelegene Bahnstation ist der Berchtesgadener Hauptbahnhof, Endbahnhof der Bahnstrecke Bad Reichenhall–Berchtesgaden. Er wird vor allem von der Linie S4 der S-Bahn Salzburg bedient, die von der Berchtesgadener Land Bahn betrieben wird. Er ist zudem Ziel- und Startbahnhof des Intercity/Regional-Express-Zugpaars Königssee von und nach Hamburg. ÖPNV-Verbindungen von der Gemeinde bzw. ihren Gemeindeteilen zum Bahnhof wie auch von dort aus u. a. nach Bad Reichenhall und München bedienen Buslinien des Regionalverkehrs Oberbayern (RVO). Ferner verkehren von hier aus Buslinien zu den Ausflugszielen der Region, darunter auch nach Salzburg.
Bis 1965 wurde die Königsseebahn betrieben, deren Strecke vom Bahnhof Königssee (Oberbay) mit zwei Zwischenstationen bis zum nördlichen Gemeinderand am Triftplatz unweit des Berchtesgadener Hauptbahnhofs verlief.
Der Königssee ist der Endpunkt des Bodensee-Königssee-Radwegs, welcher in Lindau beginnt. Ab dem Bahnhof Berchtesgaden verläuft er zum Teil auf der ehemaligen Königsseebahn.
→ Näheres zur Anbindung ab dem Mittelzentrum Berchtesgaden siehe auch: Berchtesgaden#Verkehr und Regionalverkehr Oberbayern#Landkreis Berchtesgadener Land

### Öffentliche Einrichtungen
Der Gemeindeteil Unterschönau ist Sitz der Gemeindeverwaltung, der laut der eigenen Website eine Bücherei und einen Veranstaltungssaal als gemeindliche Einrichtungen betreibt.

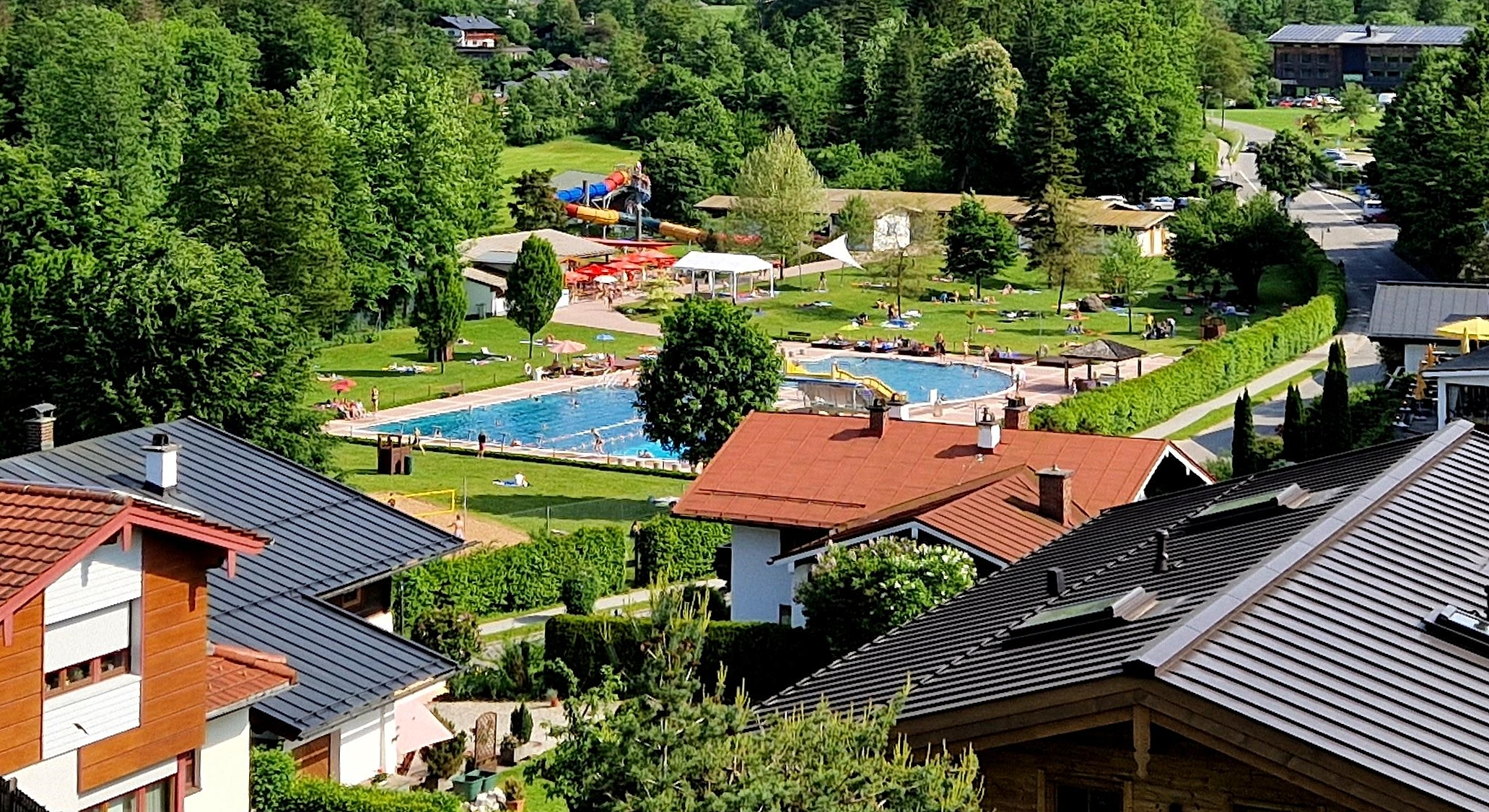
Schornbad

Eine darüber hinaus in Unterschönau von der Gemeinde betriebene Einrichtung ist das Schornbad, das 1931 aus dem Schornweiher gebaggert worden war. (Der Schornweiher war ein von den Fürstpröpsten des Berchtesgadener Landes angelegter künstlicher Teich für die Fischzucht, der bereits 1667 urkundliche Erwähnung fand. Er war Teil des später von den Grafen Arco von Zinneberg erworbenen Schornanwesens, so dass der Schornweiher u. a. auch noch von dem „Adlergrafen“ Maximilian von Arco-Zinneberg (1811–1885) genutzt wurde.) Nach 1931 noch im Privatbesitz ging das Schornbad später an das Sozialwerk der Deutschen Bahn, das es 1954 für die Zeit bis 2029 an die damalige Gemeinde und heutige Gemarkung Schönau verpachtet hat, die es wiederum an den damaligen Fremdenverkehrsverband Berchtesgadener Land (heute: Zweckverband Bergerlebnis Berchtesgaden) unterverpachtete. Von 1954 bis 1956 erfolgte ein Ausbau des Schornbads, 1964 kamen die Einrichtung einer Umwälzanlage und die Einfriedung des Bads hinzu. Von 1973 bis 1974 wurden für die Schwimmbecken eine Warmwasseranlage eingerichtet sowie die Kabinen erneuert. Heute bietet das Schornbad Schwimmbecken mit über 900 m² Wasserfläche inklusive einer Breitwasser- und einer Großwasserrutsche. Die Becken teilen sich auf in ein Planschbecken, ein Nichtschwimmerbecken (70 bis 120 Zentimeter Tiefe) mit einer 15 Meter langen Rutsche und ein Schwimmerbecken mit 25-Meter-Bahnen (150 bis 185 Zentimeter Tiefe) mit einem Ein-Meter- und einem Drei-Meter-Sprungbrett. Daneben gibt es noch eine 60 Meter lange Röhrenrutsche, die nicht mit den anderen Becken verbunden ist.
Die Freifläche auf dem Triftplatz in der Gnotschaft Oberschönau liegt an der Gemeindegrenze zu Berchtesgaden gegenüber dem Hauptbahnhof Berchtesgaden und wurde über viele Jahre als Rummelplatz sowie für Flohmärkte und Festzelte genutzt. 2009 gab es ein Raumordnungsverfahren, Teile des Triftplatzes durch die Gemeinde Schönau a.Königssee in einem gemeindeübergreifenden Projekt zusammen mit dem Markt Berchtesgaden als „Sondergebiet (Einzelhandel) und Gewerbegebiet“ auszuweisen, dem inzwischen der Bau und die Einrichtung mehrerer Geschäfte auf dem Triftplatz folgte.
Ebenfalls unweit des Berchtesgadener Hauptbahnhofs wurden 1948 in Oberschönau der Bergfriedhof und 1956 daneben eine Kriegsgräberstätte angelegt.
Im Gemeindegebiet steht der Sender Berchtesgaden der Deutschen Funkturm GmbH, der vom Bayerischen Rundfunk genutzt wird. Das Sendegebiet ist der Markt Berchtesgaden, die nähere Umgebung von Schönau und der nördliche Königssee. Am Mast des Senders sind außerdem die beiden Monitorempfänger der GALILEO Test- und Entwicklungsumgebung angebracht.

## Trivia
2003 wurde auf dem großen Parkplatz beim Königssee ein Musical-Zelt errichtet. Hierin wurden nach dem Roman Der Mann im Salz von Ludwig Ganghofer das Salzsaga-Musical und an Ostern 2004 das Musical 2000 Jahre Jesus inszeniert. Der finanzielle Erfolg dieser Spielstätte blieb allerdings auch nach einem Wechsel des Veranstalters aus, und das Zelt wurde nach anderthalb Jahren wieder abgebaut.

## Persönlichkeiten

### Söhne und Töchter der Gemeinde
- Anton Adner (1705–1822), Schachtelmacher, wurde 117 Jahre alt
- Martin Schwab (1926–2012), Volksmusikant
- Josef Lenz (1935–2023), Rennrodler und Rennrodeltrainer
- Peter Roth (* 1961), Skirennläufer und Trainer
- Rosi Renoth, geborene Krenn (* 1967), Skirennläuferin
- Stefanie Sieger (* 1988), Rennrodlerin

### Schönauer Persönlichkeiten
- Hilde Gerg (* 1975), ehemalige Skirennläuferin
- Katrin Hirtl-Stanggaßinger (* 1998), Skirennläuferin
- Georg Leber (1920–2012), ehemaliger Politiker der SPD
- Felix Loch (* 1989), Rennrodler (Einsitzer), Olympiasieger bei den Olympischen Spielen 2010 in Vancouver und bei den Olympischen Spielen 2014 in Sotschi
- Lukas Nydegger (* 2002), Skeletonpilot
- Magda Schneider (1909–1996), Schauspielerin, Mutter von Romy Schneider
- Romy Schneider (1938–1982), Schauspielerin
- Franz Anton Josef von Hausen-Gleichenstorff († 1780), Fürstpropst von Berchtesgaden von 1768 bis 1780
- Gertrud von Kunowski (1877–1960), Künstlerin, lebte nach dem Tod ihres Mannes Lothar (1866–1936) in Schönau
- Carolin von Schleinitz (* 1996), Rennrodlerin
- Julian von Schleinitz (* 1991), Rennrodler
- Kilian von Schleinitz (* 1994), Skeletonpilot
- Ute von Schleinitz (* 1965), ehemalige Volleyball-Nationalspielerin